# Out Run
Out Run (Japans: アウトラン; ook wel 'OutRun') is een computerspel van het genre racespel. Het spel werd in 1986 geïntroduceerd als arcadespel. Het spel is ontworpen door Yu Suzuki in samenwerking met Sega AM2. De bestuurder zit in een Ferrari Testarossa cabrio.
Oorspronkelijk was het spel alleen in automaten in speelhallen te spelen. Het was het eerste spel waarbij gebruik werd gemaakt van force feedback waardoor de speler de botsingen en het slippen terugvoelt in het stuur.
Binnen een paar jaar was het spel op allerlei spelcomputers te spelen. Het spel heeft een aantal vervolgdelen gekregen, bijvoorbeeld OutRun 2006: Coast 2 Coast.

## Spelverloop

### Muziek
Voordat het spel begint kan de speler kiezen tussen drie deuntjes (of stilte) die worden uitgebeeld als radiozenders:
- Splash Wave (FM 80.3)
- Magical Sound Shower (FM 69.2)
- Passing Breeze (FM 74.6)

De speler dient in het spel een route af te leggen in een Ferrari Testarossa. In de auto zit een mannelijke bestuurder met een blonde vrouw ernaast. Tijdens de route zal de speler wel op tijd langs een aantal checkpoints moeten rijden om door te kunnen spelen.

### Route
De route loopt over een snelweg met heuvels en bochten. Tot vier keer toe komt de speler over een splitsing waarbij gekozen moet worden hoe de route vervolgd wordt. Hierdoor zijn er in totaal vijftien verschillende landschappen waar de speler er vijf van zal doorkruisen. Uiteindelijk zijn er vijf mogelijke eindpunten waar de speler op uit zal komen. Bij elk eindpunt hoort een ander komisch filmpje.
| Landschappen  | Landschappen   | Landschappen    | Landschappen | Landschappen    | Eindpunt |
| 1             | 2              | 3               | 4            | 5               | Eindpunt |
| ------------- | -------------- | --------------- | ------------ | --------------- | -------- |
|               |                |                 |              | Vineyard        | A        |
|               |                |                 | Wilderness   |                 |          |
|               |                | Desert          |              | Death Valley    | B        |
|               | Gateway        |                 | Old Capital  |                 |          |
| Coconut Beach |                | Alps            |              | Desolation Hill | C        |
|               | Devil's Canyon |                 | Wheat Field  |                 |          |
|               |                | Cloudy Mountain |              | Autobahn        | D        |
|               |                |                 | Seaside Town |                 |          |
|               |                |                 |              | Lakeside        | E        |

### Andere weggebruikers
Op de route komt de speler veel weggebruikers tegen die ontweken moeten worden. Bij een botsing verliest de speler tijd. Deze weggebruikers rijden in:
- Vrachtwagens
- Volkswagen Kever
- Porsche 911
- Chevrolet Corvette
- BMW 3-serie cabrio
- Pick-up

## Platforms
| Jaar | Platform                                     |
| ---- | -------------------------------------------- |
| 1986 | Arcade                                       |
| 1987 | Amstrad CPC, SEGA Master System, ZX Spectrum |
| 1988 | Amiga, Atari ST, Commodore 64, MSX 2         |
| 1989 | DOS                                          |
| 1990 | TurboGrafx-16, PC Engine                     |
| 1991 | Game Gear, Sega Mega Drive                   |
| 1996 | SEGA Saturn                                  |
| 2004 | Mobiele telefoon                             |
| 2006 | J2ME                                         |
| 2014 | Nintendo 3DS (standalone)                    |

Verder kwam het spel beschikbaar voor de:
- Dreamcast in Shenmue II (2001) en het compilatiespel  Yu Suzuki Game Works Vol. 1 (2001)
- Xbox in inside Shenmue II (2002) en ook OutRun 2 (2004)
- Game Boy Advance in Sega Arcade Gallery compilation (2003)
- PlayStation 2 in Sega Ages Vol. 13 (2006)
- Nintendo 3DS in Sega 3D Fukkoku Archives (2014)
- PlayStation 3 en PlayStation 4 in Yakuza 0 (2015)

## Ontvangst
| Beoordeeld door     | Platform           | Datum          | Score |
| ------------------- | ------------------ | -------------- | ----- |
| Tilt                | SEGA Master System | december 1987  | 85%   |
| Génération 4        | SEGA Master System | januari 1988   | 82%   |
| ST/Amiga Format     | Atari ST           | juli 1988      | 71%   |
| Retrogaming History | Game Gear          | 1 oktober 2008 | 70%   |
| Power Play          | Game Gear          | november 1991  | 64%   |
| Power Play          | Amiga              | januari 1989   | 63%   |
| Commodore User      | Commodore 64       | januari 1988   | 60%   |
| Zzap!               | Amiga              | februari 1989  | 41%   |
| Commodore Force     | Commodore 64       | augustus 1993  | 41%   |
| Your Commodore      | Commodore 64       | januari 1991   | 40%   |

## Trivia
- Het spel is opgenomen in het boek 1001 Video Games You Must Play Before You Die van Tony Mott.